# Orthotaenia
Genre
Orthotaenia est un genre de lépidoptères (papillons) de la famille des Tortricidae.

## Liste d'espèces
Selon BioLib (1 avril 2019) et NCBI (1 avril 2019) :
- Orthotaenia undulana (Denis & Schiffermüller, 1775)

Selon Catalogue of Life (1 avril 2019) :
- Orthotaenia secunda Falkovich, 1962
- Orthotaenia undulana Denis & Schiffermüller, 1775